# Natação nos Jogos Olímpicos de Verão de 2008 - 50 m livre feminino
A competição dos 50 metros livre feminino  nos Jogos Olímpicos de Verão de 2008 foi disputada entre nos dias 15, 16, e teve sua final no dia 17 de Agosto.

## Medalhistas
| Ouro   | GER Britta Steffen |
| Prata  | USA Dara Torres    |
| Bronze | AUS Cate Campbell  |

## Recordes
Antes desta competição, os recordes mundiais e olímpicos da prova eram os seguintes:
| Tipo | Atleta         | Tempo | Local  | Data                   |
| ---- | -------------- | ----- | ------ | ---------------------- |
|      | Libby Trickett | 23,97 | Sydney | 29 de março de 2008    |
|      | Inge de Bruijn | 24,13 | Sydney | 22 de setembro de 2000 |

Os segintes recordes mundiais e/ou olímpicos foram estabelecidos após a competição:
| Tipo | Atleta         | Tempo | Local  | Data                 |
| ---- | -------------- | ----- | ------ | -------------------- |
|      | Libby Trickett | 23,97 | Sydney | 29 de março de 2008  |
|      | Britta Steffen | 24,06 | Pequim | 17 de agosto de 2008 |

## Eliminatórias

### Eliminatória 1
| # | Pista | País        | Nome                | Tempo | Notas |
| - | ----- | ----------- | ------------------- | ----- | ----- |
| 1 | 5     | BRN Bahrein | Bitar Sameera Al    | 30.32 |       |
| 2 | 6     | BEN Benim   | Gloria Koussihouede | 37.09 |       |
| 3 | 3     | RWA Ruanda  | Pamela Girimbabazi  | 39.78 |       |
| 4 | 4     | GUI Guiné   | Djene Barry         | 39.80 |       |

### Eliminatória 2
| # | Pista | País               | Nome                           | Tempo | Notas |
| - | ----- | ------------------ | ------------------------------ | ----- | ----- |
| 1 | 7     | PLE Palestina      | Zakia Nassar                   | 31.97 |       |
| 2 | 5     | NEP Nepal          | Karishma Karki                 | 32.35 |       |
| 3 | 4     | MAW Malawi         | Zahra Pinto                    | 32.53 |       |
| 4 | 6     | CMR Camarões       | Mouafo Antoinette Joyce Guedia | 33.59 |       |
| 5 | 3     | LAO Laos           | Vilayphone Vongphachanh        | 34.79 |       |
| 6 | 2     | BUR Burquina Fasso | Elisabeth Nikiema              | 34.98 |       |
| 7 | 8     | BDI Burundi        | Elsie Uwamahoro                | 36.86 |       |
| 8 | 1     | NIG Níger          | Bana Mariama Souley            | 40.83 |       |

### Eliminatória 3
| # | Pista | País                                | Nome                      | Tempo | Notas |
| - | ----- | ----------------------------------- | ------------------------- | ----- | ----- |
| 1 | 5     | UGA Uganda                          | Olivia Aya Nakitanda      | 29.38 |       |
| 2 | 4     | BOT Botsuana                        | Samantha Paxinos          | 29.91 |       |
| 3 | 8     | PLW Palau                           | Amber Yobech              | 30.00 |       |
| 4 | 6     | MHL Ilhas Marshall                  | Julianne Kirchner         | 30.42 |       |
| 5 | 7     | FSM Estados Federados da Micronésia | Debra Daniel              | 30.61 |       |
| 6 | 2     | TAN Tanzânia                        | Magdalena Ruth Alex Moshi | 31.37 |       |
| 7 | 1     | CAM Camboja                         | Vitiny Hemthon            | 31.41 |       |
| 8 | 3     | TJK Tajiquistão                     | Katerina Izmaylova        | 32.09 |       |

### Eliminatória 4
| # | Pista | País                | Nome                       | Tempo | Notas |
| - | ----- | ------------------- | -------------------------- | ----- | ----- |
| 1 | 4     | MOZ Moçambique      | Ximene Gomes               | 28.15 |       |
| 2 | 8     | SWZ Suazilândia     | Senele Dlamini             | 28.70 |       |
| 3 | 1     | ASA Samoa Americana | Virginia Farmer            | 28.82 |       |
| 4 | 3     | BOL Bolívia         | Katerine Moreno            | 29.05 |       |
| 5 | 2     | MGL Mongólia        | Dashtserengiin Saintsetseg | 29.63 |       |
| 6 | 5     | PAK Paquistão       | Kiran Khan                 | 29.84 |       |
| 7 | 6     | MDV Maldivas        | Aminath Rouya Hussain      | 30.21 |       |
| 8 | 7     | BAN Bangladesh      | Ms Doli Akhter             | 30.23 |       |

### Eliminatória 5
| # | Pista | País           | Nome                        | Tempo | Notas |
| - | ----- | -------------- | --------------------------- | ----- | ----- |
| 1 | 4     | HON Honduras   | Sierra Sharon Paola Fajardo | 27.19 |       |
| 2 | 5     | SUR Suriname   | Chinyere Pigot              | 27.66 |       |
| 3 | 7     | NCA Nicarágua  | Dalia Massiel Torrez        | 27.81 |       |
| 4 | 3     | JOR Jordânia   | Razan Taha                  | 27.82 |       |
| 5 | 2     | ALB Albânia    | Rovena Marku                | 28.15 |       |
| 6 | 6     | MAD Madagascar | Tojohanitra Andriamanja     | 28.54 |       |
| 7 | 1     | MRI Maurício   | Diane Etiennette            | 28.83 |       |
| 8 | 8     | ANG Angola     | Ana Crysna Da Silva Romero  | 29.06 |       |

### Eliminatória 6
| # | Pista | País                 | Nome                 | Tempo | Notas |
| - | ----- | -------------------- | -------------------- | ----- | ----- |
| 1 | 6     | LTU Lituânia         | Rugile Mileisyte     | 26.19 |       |
| 2 | 2     | PNG Papua-Nova Guiné | Anna-Liza Mopio-Jane | 26.47 |       |
| 3 | 3     | ECU Equador          | Yamile Bahamonde     | 26.54 |       |
| 4 | 5     | PHI Filipinas        | Christel Simms       | 26.64 |       |
| 5 | 4     | MDA Moldávia         | Veronica Vdovicenco  | 26.92 |       |
| 6 | 7     | NGR Nigéria          | Ngozi Monu           | 27.39 |       |
| 7 | 1     | ZAM Zâmbia           | Ellen Lendra Hight   | 27.42 |       |
| 8 | 8     | CRC Costa Rica       | Marianela Quesada    | 28.11 |       |

### Eliminatória 7
| # | Pista | País                  | Nome                | Tempo | Notas |
| - | ----- | --------------------- | ------------------- | ----- | ----- |
| 1 | 1     | COL Colômbia          | Carolina Colorado   | 26.11 |       |
| 2 | 2     | TRI Trinidad e Tobago | Sharntelle Mclean   | 26.19 |       |
| 3 | 5     | HUN Hungria           | Eva Dobar           | 26.33 |       |
| 4 | 3     | SLO Eslovênia         | Nina Sovinek        | 26.49 |       |
| 5 | 6     | HKG Hong Kong         | Yu Ning Elaine Chan | 26.54 |       |
| 6 | 8     | KAZ Cazaquistão       | Marina Mulyayeva    | 26.57 |       |
| 7 | 4     | CRO Croácia           | Monika Babok        | 26.84 |       |
| 8 | 7     | UZB Uzbequistão       | Mariya Bugakova     | 29.73 |       |

### Eliminatória 8
| # | Pista | País                | Nome                       | Tempo | Notas |
| - | ----- | ------------------- | -------------------------- | ----- | ----- |
| 1 | 7     | ISR Israel          | Anna Gostomelsky           | 25.23 |       |
| 2 | 2     | BAH Bahamas         | Arianna Vanderpool-Wallace | 25.40 |       |
| 3 | 5     | CZE República Checa | Sandra Kazikova            | 25.54 |       |
| 4 | 3     | ISL Islândia        | Ragnheidur Ragnarsdottir   | 25.82 |       |
| 5 | 1     | JAM Jamaica         | Natasha Moodie             | 25.95 |       |
| 6 | 8     | MAS Malásia         | Chii Lin Leung             | 26.75 |       |
|   | 4     | SRB Sérvia          | Miroslava Najdanovski      | DNS   |       |
|   | 6     | SYR Síria           | Bayan Jumah                | DNS   |       |

### Eliminatória 9
| # | Pista | País              | Nome               | Tempo | Notas |
| - | ----- | ----------------- | ------------------ | ----- | ----- |
| 1 | 5     | EST Estônia       | Triin Aljand       | 25.29 |       |
| 2 | 4     | SVK Eslováquia    | Martina Moravcova  | 25.47 |       |
| 3 | 7     | RUS Rússia        | Anastasia Aksenova | 25.51 |       |
| 4 | 6     | CAN Canadá        | Victoria Poon      | 25.58 |       |
| 5 | 8     | KOR Coreia do Sul | Heejin Chang       | 25.59 |       |
| 6 | 2     | UKR Ucrânia       | Oksana Serikova    | 25.65 |       |
| 7 | 1     | GRE Grécia        | Martha Matsa       | 25.68 |       |
| 8 | 3     | PUR Porto Rico    | Vanessa García     | 25.81 |       |

### Eliminatória 10
| # | Pista | País               | Nome                   | Tempo | Notas |
| - | ----- | ------------------ | ---------------------- | ----- | ----- |
| 1 | 4     | AUS Austrália      | Cate Campbell          | 24.20 | Q     |
| 2 | 5     | USA Estados Unidos | Dara Torres            | 24.58 | Q     |
| 3 | 3     | GBR Grã-Bretanha   | Francesca Halsall      | 24.93 | Q     |
| 4 | 6     | BLR Bielorrússia   | Aleksandra Gerasimenya | 25.07 | Q     |
| 5 | 2     | SWE Suécia         | Anna-Karin Kammerling  | 25.34 |       |
| 5 | 7     | BRA Brasil         | Flávia Delaroli        | 25.34 |       |
| 7 | 1     | GER Alemanha       | Petra Dallmann         | 25.43 |       |
| 8 | 8     | ITA Itália         | Cristina Chiuso        | 25.74 |       |

### Eliminatória 11
| # | Pista | País              | Nome                | Tempo | Notas |
| - | ----- | ----------------- | ------------------- | ----- | ----- |
| 1 | 4     | NED Países Baixos | Marleen Veldhuis    | 24.38 | Q     |
| 2 | 6     | DEN Dinamarca     | Jeanette Ottesen    | 24.83 | Q     |
| 3 | 5     | SWE Suécia        | Therese Alshammar   | 24.94 | Q     |
| 4 | 2     | VEN Venezuela     | Arlene Semeco       | 24.98 | Q     |
| 5 | 3     | NED Países Baixos | Hinkelien Schreuder | 25.00 | Q     |
| 5 | 8     | CHN China         | Zhesi Li            | 25.00 | Q     |
| 7 | 1     | FRA França        | Celine Couderc      | 25.22 |       |
| 8 | 7     | RSA África do Sul | Lize-Mari Retief    | 25.44 |       |

### Eliminatória 12
| # | Pista | País               | Nome                | Tempo | Notas |
| - | ----- | ------------------ | ------------------- | ----- | ----- |
| 1 | 4     | AUS Austrália      | Lisbeth Trickett    | 24.67 | Q     |
| 2 | 5     | GER Alemanha       | Britta Steffen      | 24.90 | Q     |
| 3 | 2     | CHN China          | Yingwen Zhu         | 24.91 | Q     |
| 4 | 6     | FRA França         | Malia Metella       | 24.95 | Q     |
| 5 | 3     | USA Estados Unidos | Kara Lynn Joyce     | 25.01 | Q     |
| 6 | 1     | FIN Finlândia      | Hanna-Maria Seppala | 25.06 | Q     |
| 7 | 7     | POL Polônia        | Agata Ewa Korc      | 25.14 |       |
| 8 | 8     | BLR Bielorrússia   | Svetlana Khokhlova  | 25.27 |       |

## Semifinais

### Semifinal 1
| # | Pista | País               | Nome                   | Tempo | Notas |
| - | ----- | ------------------ | ---------------------- | ----- | ----- |
| 1 | 3     | GER Alemanha       | Britta Steffen         | 24.43 | Q     |
| 2 | 4     | NED Países Baixos  | Marleen Veldhuis       | 24.46 | Q     |
| 3 | 5     | AUS Austrália      | Lisbeth Trickett       | 24.47 | Q     |
| 4 | 7     | NED Países Baixos  | Hinkelien Schreuder    | 24.52 | Q     |
| 5 | 1     | USA Estados Unidos | Kara Lynn Joyce        | 24.63 | Q     |
| 6 | 8     | BLR Bielorrússia   | Aleksandra Gerasimenya | 24.72 | Q     |
| 7 | 6     | GBR Grã-Bretanha   | Francesca Halsall      | 24.80 |       |
| 8 | 2     | FRA França         | Malia Metella          | 24.89 |       |

### Semifinal 2
| # | Pista | País               | Nome                | Tempo | Notas |
| - | ----- | ------------------ | ------------------- | ----- | ----- |
| 1 | 5     | USA Estados Unidos | Dara Torres         | 24.27 | Q     |
| 2 | 4     | AUS Austrália      | Cate Campbell       | 24.42 | Q     |
| 3 | 6     | CHN China          | Yingwen Zhu         | 24.76 |       |
| 4 | 3     | DEN Dinamarca      | Jeanette Ottesen    | 24.86 |       |
| 5 | 1     | CHN China          | Zhesi Li            | 24.90 |       |
| 6 | 2     | SWE Suécia         | Therese Alshammar   | 24.96 |       |
| 7 | 7     | VEN Venezuela      | Arlene Semeco       | 25.05 |       |
| 8 | 8     | FIN Finlândia      | Hanna-Maria Seppala | 25.19 |       |

## Final
| Pos.              | Pista | País               | Nome                   | Tempo | Notas |
| ----------------- | ----- | ------------------ | ---------------------- | ----- | ----- |
| Medalha de ouro   | 3     | GER Alemanha       | Britta Steffen         | 24.06 | OR    |
| Medalha de prata  | 4     | USA Estados Unidos | Dara Torres            | 24.07 | AM    |
| Medalha de bronze | 5     | AUS Austrália      | Cate Campbell          | 24.17 |       |
| 4                 | 2     | AUS Austrália      | Lisbeth Trickett       | 24.25 |       |
| 5                 | 6     | NED Países Baixos  | Marleen Veldhuis       | 24.26 |       |
| 6                 | 1     | USA Estados Unidos | Kara Lynn Joyce        | 24.63 |       |
| 7                 | 7     | NED Países Baixos  | Hinkelien Schreuder    | 24.65 |       |
| 8                 | 8     | BLR Bielorrússia   | Aleksandra Gerasimenya | 24.77 |       |

Legenda
| Recorde mundial      | Recorde mundial (World record)               |                       | Recorde africano                      | Recorde africano (African) |                                           | Q | Classificado por posição (Qualified) |
| Recorde olímpico     | Recorde olímpico (Olympic record)            | Recorde da América    | Recorde da América (Americas)         | q                          | Classificado por melhor tempo (Qualified) |   |                                      |
| Melhor marca do ano  | Melhor marca do ano (World leading)          | Recorde asiático      | Recorde asiático (Asian)              | DNS                        | Não largou (Did not start)                |   |                                      |
| Recorde nacional     | Recorde nacional (National record)           | Recorde europeu       | Recorde europeu (European)            | DNF                        | Não terminou (Did not finish)             |   |                                      |
| Recorde pessoal      | Recorde pessoal do atleta (Personal best)    | Recorde da Oceania    | Recorde da Oceania (Oceania)          | DSQ / DQ                   | Desclassificado (Disqualified)            |   |                                      |
| Recorde da temporada | Recorde da temporada do atleta (Season best) | Recorde sul-americano | Recorde sul-americano (South America) | NM                         | Sem marca (No mark)                       |   |                                      |